# Каламаки
Каламаки или Пропан (на гръцки: Καλαμάκι) със старо име до 1956 г. Пропан (на гръцки: Πρόπαν) е планинско село на Пилио намиращо се на 37 км югоизточно от Волос, Гърция. Всички къщи на селото са на скат с изглед към морето. Традиционните сгради в селото принадлежат към характерната за района Пелионска архитектура, а на центъра на селото се намира площадът с традиционните чинари и кафенета.
Пропан е първото село над което изгрява Слънцето на Пилио. Според една местна легенда селото възниква след 1550 г. Традиционният камък на Пелион се добива в каменоломната на селото и това е известната Пропан плоча, от която са изградени манастирите на Атон, както и калдъръмът на целия Пелион.